# 宝泉寺 (中野区)
宝泉寺（ほうせんじ）は、東京都中野区にある曹洞宗の寺院。

## 略史
1562年（永禄5年）、興山圭隆によって開山された。元々は現在の江戸城清水門外に位置していたが、江戸城の拡張に伴い、度々移転し、1616年（元和2年）に牛込通寺町（現・東京都新宿区神楽坂）に移転した。1909年（明治42年）に現在地に移転した。
相馬中村藩相馬家、庭瀬藩板倉家の両藩主家の菩提寺でもある。

## 墓所
- 板倉重昌（深溝藩藩主）
- 初鹿野依興（北町奉行）
- 石川柳溪（儒者）

## 交通アクセス
- 東中野駅より徒歩8分。